# Puerto Caycedo
Puerto Caycedo is een gemeente in het Colombiaanse departement Putumayo. De gemeente telt 10.581 inwoners (2005). In de gemeente wordt veel coca verbouwd. Ook kent de gemeente een grote biodiversiteit.
Colón · Mocoa · Orito · Puerto Asís · Puerto Caycedo · Puerto Guzmán · Puerto Leguízamo · San Francisco · San Miguel · Santiago · Sibundoy · Valle del Guamuez · Villagarzón